# ジェスミン・ウォード
ジェスミン・ウォード (Jesmyn Ward、1977年4月1日 - )  は、アメリカの小説家であり、テュレーン大学の英語教授であり、アンドリュー・W・メロン人文科学教授を務めている。
2冊目の小説 Salvage the Bonesで2011年全米図書賞のフィクション部門を受賞し、2017年には小説 Sing, Unbured, Singで全米図書賞のフィクション部門を受賞した。また、ハリケーン・カトリーナに立ち向かう家族の愛とコミュニティの物語で、2012年のアレックス賞を受賞した。
全米図書賞フィクション部門を2回受賞した唯一の女性であり、アフリカ系アメリカ人でもある。ウォードの3つの小説はすべて、ミシシッピ州の架空の町、ボア・ソヴァージュを舞台にしている。

## 受賞
- 2011年　全米図書賞 Salvage the Bones（『骨を引き上げろ』）
- 2012年　アレックス賞 Salvage the Bones（『骨を引き上げろ』）
- 2013年　全米書評家連盟賞（自伝）の最終候補 Men We Reaped（『わたしが刈り取った男たち』[8]
- 2017年　全米図書賞 Sing, Unburied, Sing（『歌え、葬られぬ者たちよ、歌え』）
- 2018年　アニスフィールド・ウルフ図書賞 Sing, Unburied, Sing（『歌え、葬られぬ者たちよ、歌え』）
- 2018年　タイム誌「世界で最も影響力のある100名」[9]
- 2022年　米国議会図書館アメリカ文学賞

## 著作

### フィクション
- Where the Line Bleeds (Agate Publishing, 2008)　ISBN 978-1408899823
  - 『線が血を流すところ』石川由美子訳、作品社、ISBN 9784861829512
- Salvage the Bones (Bloomsbury Publishing, 2011)　ISBN 9781608195220
  - 『骨を引き上げろ』石川由美子訳、作品社、ISBN 9784861828652
- Sing, Unburied, Sing: a novel (Scribner, 2017)　 ISBN 978-1432852368
  - 『歌え、葬られぬ者たちよ、歌え』石川由美子訳、作品社、ISBN 9784861828034
- Let Us Descend (Scribner, 2023)
  - 『降りていこう』石川由美子訳、作品社、ISBN 978-4-86793-061-8[10]

### ノンフィクション
- Men We Reaped (Bloomsbury Publishing, 2013)　ISBN 978-1608195213
- The Fire This Time: A New Generation Speaks About Race (Simon & Schuster, 2016) ISBN 978-1501126345
- Navigate Your Stars (Simon & Schuster, 2020) ISBN 978-1982131326

## 外部サイト
- 公式サイト